# Erateina amazonia
Erateina amazonia är en fjärilsart som beskrevs av Druce 1907. Erateina amazonia ingår i släktet Erateina och familjen mätare. Inga underarter finns listade i Catalogue of Life.